# Per prendersi una vita
Per prendersi una vita è il primo romanzo del cantante Max Pezzali pubblicato l'8 aprile 2008 da Baldini Castoldi Dalai Editore. La vita di quattro diciannovenni del 1988 che, liberatisi dagli impegni scolastici, decidono di fare un viaggio, inseguendo un sogno. Si ritroveranno 20 anni dopo a fare lo stesso viaggio, che è stato causa del loro passaggio all'età adulta.

## Trama
L'autore stesso all'inizio del libro afferma che si tratta di una storia crudele.
È ambientata nel luglio del 1988: quattro ragazzi di 19 anni, Andrea (che nel romanzo parla in prima persona), Gianluca (genio di computer), Marco (futuro pilota d'aerei e fidanzato con la bella Francesca) e Adamo (la classica testa-calda del gruppo), terminati gli esami di Stato, decidono di intraprendere un viaggio verso Londra per assistere al concerto punk di Joe Strummer, ex leader dei The Clash.
È una scelta improvvisa e imprevista, un'idea buttata giù in pochi secondi che cambierà la loro vita.
Si organizzano di corsa e prima di sera sono già saliti sulla Mini di Andrea con pochi soldi, pochi vestiti di ricambio e un itinerario che prevede di arrivare a destinazione nel minor tempo possibile.
Itinerario che cambia, dopo poche ore: deviazione verso Amsterdam. I quattro decidono di fare una piccola sosta nella capitale per farsi un tatuaggio: quattro assi, uno a testa, per quattro amici, quattro assi. Un tatuaggio, una di quelle cose che, come i ricordi di questo viaggio, resteranno in eterno. 
Archiviata la pratica, il viaggio verso Londra continua.
Arrivati a destinazione, dopo una serata in un locale nel quale Andrea e Adamo adocchiano due ragazze inglesi, la sera dopo il gruppo partecipa al concerto che regala grandi emozioni.
Il giorno successivo sembra che tutto sia finito. La vacanza improvvisata che all'inizio sembrava tanto una pazza idea, ora che sta finendo inizia a mancare.
Tralasciata la possibilità di ricevere soldi in qualche modo, decidono di ripartire per tornare a casa.
E qui scatta il colpo di scena: partenza ritardata a causa di un guasto al traghetto. Restano una notte in più in Inghilterra, a Folkestone, per la precisione. Adamo esce con una frase inaspettata: "Ragazzi, resto qui in Inghilterra". "E con Francesca come la metti?" gli risponde secco Marco. Marco era il fidanzato di Francesca, la quale aveva però una relazione segreta con Adamo: Marco l'ha scoperto per caso e, chiaramente, non l'ha presa bene.
I due iniziano a discutere animatamente, finché Marco non sferra un calcio in pieno petto a Adamo, che, perso l'equilibrio, precipita nel vuoto della scogliera dietro lui.
Il viaggio che sembrava una pazzia, ora, si è rivelato essere tale. 
I tre sceglieranno di non rivelare a nessuno quanto accadde veramente quella sera, nascondendo la realtà e raccontando che Adamo era caduto accidentalmente.
A vent'anni di distanza, Marco, Andrea e Gianluca, che nel frattempo si sono fatti una famiglia e lavorano, decidono di ripetere, tappa per tappa, lo stesso viaggio fatto nel 1988, fino a raggiungere quella stessa scogliera dalla quale il quarto asso del gruppo era volato via.

## Edizioni
- Max Pezzali, Per prendersi una vita, Baldini Castoldi Dalai,  p. 219, ISBN 978-88-6073-337-5.